# Acanthagrion cuyabae
Acanthagrion cuyabae là một loài chuồn chuồn kim trong họ Coenagrionidae.
Loài này được xếp vào nhóm lLoài ít quan tâm trong sách Đỏ của IUCN năm 2006.
Acanthagrion cuyabae được Calvert miêu tả khoa học năm 1909.